# Nuoto ai campionati mondiali di nuoto 2017 - Staffetta 4x100 metri stile libero maschile
La gara di nuoto della staffetta 4x100 metri stile libero maschile dei campionati mondiali di nuoto 2017 è stata disputata il 23 luglio presso la Duna Aréna di Budapest. Vi hanno preso parte 20 squadre nazionali. La competizione è stata vinta dalla squadra statunitense, mentre l'argento e il bronzo sono andati rispettivamente alla squadra brasiliana e a quella ungherese.

## Medaglie
| Posizione | Nazione     | Atleti                                                                                   |
| --------- | ----------- | ---------------------------------------------------------------------------------------- |
| Oro       | Stati Uniti | Caeleb Dressel Townley Haas Blake Pieroni Nathan Adrian Zachary Apple* Michael Chadwick* |
| Argento   | Brasile     | Gabriel Santos Marcelo Chierighini César Cielo Filho Bruno Fratus                        |
| Bronzo    | Ungheria    | Dominik Kozma Nándor Németh Péter Holoda Richárd Bohus                                   |

* Nuotatori che hanno partecipato solamente nelle batterie.

## Programma
| Data           | Ora (UTC+2) | Turno    |
| -------------- | ----------- | -------- |
| 23 luglio 2017 | 11:50       | Batterie |
| 23 luglio 2017 | 18:52       | Finale   |

## Record
Prima della manifestazione il record del mondo e il record dei campionati erano i seguenti.
| Record mondiale       | 3'08"24 | Stati Uniti Michael Phelps (47"51) Garrett Weber-Gale (47"02) Cullen Jones (47"65) Jason Lezak (46"06) | 11 agosto 2008 Pechino, Cina |
| Record dei campionati | 3'09"21 | Stati Uniti Michael Phelps (47"78) Ryan Lochte (47"03) Matthew Grevers (47"61) Nathan Adrian (46"79)   | 26 luglio 2009 Roma, Italia  |

Nel corso della competizione non sono stati migliorati.

## Risultati

### Batterie
| Posizione | Batteria | Corsia | Atleti | Nazione       | Tempo   | Note |
| --------- | -------- | ------ | --- | ------------- | ------- | ---- |
| 1         | 1        | 5      | Gabriel Santos (48"84) Marcelo Chierighini (47"75) César Cielo Filho (48"15) Bruno Fratus (47"60)                            | Brasile       | 3'12"34 | Q    |
| 2         | 1        | 4      | Cameron McEvoy (48"04) Zac Incerti (48"62) Alexander Graham (48"28) Jack Cartwright (47"51)                                  | Australia     | 3'12"45 | Q    |
| 3         | 2        | 4      | Blake Pieroni (48"40) Michael Chadwick (48"74) Zachary Apple (48"16) Townley Haas (47"60)                                    | Stati Uniti   | 3'12"90 | Q    |
| 4         | 2        | 6      | Luca Dotto (49"05) Ivano Vendrame (47"85) Alessandro Miressi (47"94) Filippo Magnini (48"42)                                 | Italia        | 3'13"26 | Q    |
| 5         | 2        | 2      | Dominik Kozma (48"61) Nándor Németh (48"52) Péter Holoda (48"08) Richárd Bohus (48"07)                                       | Ungheria      | 3'13"28 | Q    |
| 6         | 2        | 5      | Aleksandr Popkov (49"05) Nikita Korolev (48"43) Nikita Lobincev (47"96) Vladimir Morozov (48"40)                             | Russia        | 3'13"84 | Q    |
| 7         | 1        | 3      | Katsumi Nakamura (48"71) Shinri Shioura (48"40) Katsuhiro Matsumoto (48"48) Junya Koga (49"23)                               | Giappone      | 3'14"82 | Q    |
| 8         | 1        | 8      | Yuri Kisil (48"88) Markus Thormeyer (48"50) Javier Acevedo (48"43) Carson Olafson (49"07)                                    | Canada        | 3'14"88 | Q    |
| 9         | 2        | 3      | Velimir Stjepanović (48"77) Sabo Sebastijan (48"60) Ivan Lenđer (48"87) Andrej Barna (49"40)                                 | Serbia        | 3'15"64 |      |
| 10        | 1        | 9      | Kyle Stolk (49"40) Stan Pijnenburg (48"91) Ben Schwietert (48"97) Jesse Puts (48"81)                                         | Paesi Bassi   | 3'16"09 |      |
| 11        | 1        | 6      | Apostolos Christou (49"36) Odyssefs Meladinis (49"65) Christos Katrantzis (50"04) Kristian Gkolomeev (47"87)                 | Grecia        | 3'16"92 |      |
| 12        | 2        | 7      | Douglas Erasmus (49"99) Clayton Jimmie (49"64) Myles Brown (48"71) Zane Waddell (49"07)                                      | Sudafrica     | 3'17"41 |      |
| 13        | 2        | 0      | Lin Yongqing (49"57) Yu Hexin (48"97) Cao Jiwen (49"53) Ma Tianchi (49"62)                                                   | Cina          | 3'17"69 |      |
| 14        | 1        | 0      | Matthew Stanley (49"58) Sam Perry (49"35) Corey Main (49"22) Daniel Hunter (49"59)                                           | Nuova Zelanda | 3'17"74 |      |
| 15        | 1        | 7      | Ali Ahmed Mahmoud Ali Khalafalla (49"80) Mohamed Samy (48"89) Youssef Abdalla (50"27) Mohamed Khaled Mohamed Hussein (49"27) | Egitto        | 3'18"23 |      |
| 16        | 1        | 2      | Artsiom Machekin (49"43) Viktar Krasochka (49"22) Viktar Staselovich (50"55) Anton Latkin (50"42)                            | Bielorussia   | 3'19"62 |      |
| 17        | 2        | 9      | Liran Konovalov (50"48) Yakov Yan Toumarkin Zhuravlev (50"00) Denis Loktev (50"39) Tomer Frankel (50"36)                     | Israele       | 3'21"23 |      |
| 18        | 2        | 8      | Uvis Kalniņš (50"15) Daniils Bobrovs (52"36) Nikolajs Maskaļenko (51"32) Girts Feldbergs (50"57)                             | Lettonia      | 3'24"40 |      |
| 19        | 2        | 1      | Aleksey Tarasenko (51"45) Artyom Kozlyuk (50"96) Daniil Bukin (52"74) Khurshidjon Tursunov (49"95)                           | Uzbekistan    | 3'25"10 |      |
| 20        | 1        | 1      | Charles Hockin Brusquetti (50"99) Willian Vallejos (52"78) Matías López (52"06) Benjamin Hockin (50"15)                      | Paraguay      | 3'25"98 |      |

### Finale
| Posizione | Corsia | Atleti                                                                                            | Nazione     | Tempo   | Note |
| --------- | ------ | ------------------------------------------------------------------------------------------------- | ----------- | ------- | ---- |
|           | 3      | Caeleb Dressel (47"26) Townley Haas (47"46) Blake Pieroni (48"09) Nathan Adrian (47"25)           | Stati Uniti | 3'10"06 |      |
|           | 4      | Gabriel Santos (48"30) Marcelo Chierighini (46"85) César Cielo Filho (48"01) Bruno Fratus (47"18) | Brasile     | 3'10"34 | SA   |
|           | 2      | Dominik Kozma (48"26) Nándor Németh (48"04) Péter Holoda (48"48) Richárd Bohus (47"21)            | Ungheria    | 3'11"99 | RN   |
| 4         | 7      | Danila Izotov (48"98) Vladimir Morozov (47"52) Nikita Lobincev (48"09) Nikita Korolev (47"99)     | Russia      | 3'12"58 |      |
| 5         | 1      | Katsumi Nakamura (48"60) Shinri Shioura (48"11) Katsuhiro Matsumoto (48"31) Junya Koga (48"63)    | Giappone    | 3'13"65 | RN   |
| 6         | 8      | Yuri Kisil (48"66) Markus Thormeyer (48"51) Javier Acevedo (49"03) Carson Olafson (49"05)         | Canada      | 3'15"25 |      |
| -         | 5      | Jack Cartwright (48"34) Zachary Incerti (48"28) Cameron McEvoy (48"04) Alexander Graham           | Australia   | -       | DSQ  |
| -         | 6      | Luca Dotto (48"64) Ivano Vendrame Alessandro Miressi Filippo Magnini                              | Italia      | -       | DSQ  |